# Stef. Engel
Stef. Engel (geboren als Stefanie Engel, 7. Mai 1969 in Hamburg) ist eine deutsche bildende Künstlerin. Sie lebt und arbeitet in Hamburg.

## Leben
Engel studierte in den Jahren 1989 bis 1997 an der Hochschule für bildende Künste Hamburg Freie Kunst, u. a. bei Marina Abramović sowie an der Universität Hamburg Germanistik und Erziehungswissenschaft mit dem Abschluss Staatsexamen. Auslandsjahre führten sie von 1991 bis 1992 an das Goldsmiths College in London und sodann von 1993 bis 1995 an die Universität Edinburgh, dort das College of Arts, das sie mit dem Bachelor with Honours im Fach Bildhauerei abschloss. Die Bachelorarbeit beinhaltete eine Reihe von Kunstinstallationen sowie die dazugehörige theoretische Kontextualisierung unter dem Titel Textiles crossdressed for success. Hierfür wurde Engel mit der Watt Club Medal der Heriot-Watt University Edinburgh ausgezeichnet.

## Werk
In ihrer künstlerischen Arbeit bewegt sich Engel in unterschiedlichen medialen Ausdrucksformen: von der analogen und digitalen Zeichnung über Objekte und Multiples bis hin zur Video- und Performancekunst. Im Zentrum ihrer Arbeit finden sich jedoch immer wieder textile Materialien. Dabei unterwandert sie die vorgeblich weibliche Konnotation des Materials in einem Spiel mit Gender- und Rollenbildern.
Seit 2001 arbeitet sie an einer kontinuierlichen Serie von „Outfits für die Künstlerinnenbarbie“. Ausgehend von der Milleniums-Barbie „Marie“ entwickelt sie als Hommage an bedeutende Künstlerinnen Schaukästen. Dabei schneidert sie das Outfit und gestaltet ein Schlüsselwerk der jeweiligen Künstlerin im Barbie-Maßstab.

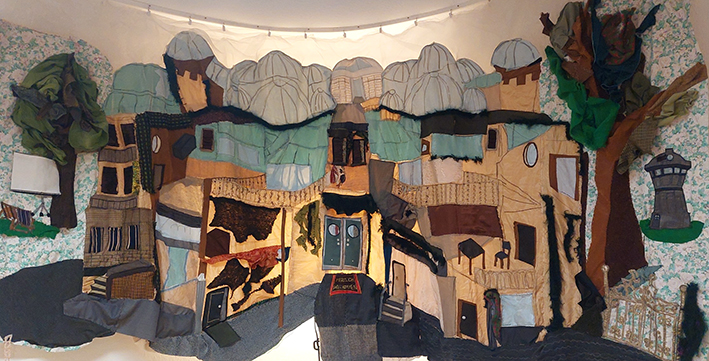
Textile Adaption des Bildwechsel-Videoschlosses von Stef. Engel (2022)

Neben ihrer künstlerischen Tätigkeit engagiert sich Engel ehrenamtlich bei Bildwechsel, einem selbstverwalteten, nichtkommerziellen Künstlerinnenprojekt in Hamburg. In diesem Zusammenhang sind seit 2010 eine Reihe von Video-Miniaturen (paraconsumalaxia, Ostersonntag im Garten) und seit 2017 in Kooperation mit Lilia Tirado die Wanderinstallation Blumentherapie entstanden. Die Arbeit Traumgewebe umfasst in sieben Leporellos ein begleitend entstandenes aquarelliertes Traumtagebuch der Jahre 2017–2018.

## Ausstellungen (Auswahl)
- 2000: Kleine Insignien der Macht, Frauenkulturhaus Harburg
- 2000: Naht- und Schnittstellen, Formen und Strategien textilen Ausdrucks in der Kunst, Vortrag, Künstlerhaus Dortmund
- 2001: Barbie Art Collection, Galeriespiel Part One, Galerie Wrede, Hamburg[8]
- 2002: BiografieBaukasten,  Vernissage Marathon, Galerie Broll
- 2002: Outfits für die Künstlerinnen-Barbie, Kunst im Kasten, Friedrichshafen
- 2004: Artist's Self Construction Mechanisms, Uni Lüneburg
- 2004: Die Zeichnung und ihre Präsentationsform, Galerie Wrede, Hamburg
- 2004: Educating Barbie-Performance, Sparwasser HQ, Berlin
- 2004: Falkenried-Taler, KunstAustausch Eppendorf, Hamburg
- 2005: ms fit, wee men, vogue 2836, Kunstmeile St. Georg, Hamburg[9]
- 2006: Neue Outfits für die Künstlerinnen-Barbie, Büro Bildwechsel, Westwerk, Hamburg
- 2007: carotian polifidelity, Strike a Pose, Galerie Helga Broll Hamburg
- 2008: Seepferdchen und Bordratten, Am Saum der Gezeiten wartet die Sehnsucht, Cap San Diego, Hamburg
- 2008: Urban Silence, 1. Harburger Kunstmeile, Kunsthafen 59º
- 2009: bildwexel collection, Bildwechsel im Westwerk, Hamburg
- 2010: bildwexel collection, 3. Harburger Kunstmeile, Hamburg
- 2010: Hochformat, Video Festival Bildwechsel, Hamburg
- 2010: How to Measure. In: Männerbilder. Malerei, Zeichnung, Fotografie, Skulptur, Galerie Forum Amalienpark, Berlin[10]
- 2010: Outfits für die Künstlerinnenbarbie No. 1–24, Kunsthafen 59°, Hamburg[11]
- 2010: Parallelwelten, Balkoniade & knapp daneben, KiöR, Hamburg
- 2010: Quallenballett, Fluchtlinien und Strömungen, Cap San Diego, Hamburg
- 2011: Bel_Air_Babies, 4. Harburger Kunstmeile, Arcaden und Kunsthafen 59º, Hamburg[12]
- 2012:  Ostersonntag im Garten, Video, First international Garden Film Festival, London, Glasgow[13]
- 2012: gezeichnete Tage – gezeichnetes Leben, Bildwechsel im Künstlerhaus Frappant, Hamburg
- 2016: Bergfahrrad, Jahresendkalender Bildwechsel (online)
- 2016: Dragkingtrekking-Show, Lido Berlin
- 2016: Ostersonntag im Garten, Beitrag zur Bildwechsel-Schwarmsichtung Fliegende Gärten, Künstlerhaus Sootbörn, Hamburg
- 2016: paraconsumalaxia, Beitrag zur Bildwechsel-Schwarmsichtung, la*DIY_fest Hamburg, Villa Magdalena K.[14]
- 2016: Tableaux vivants, Sammlung im Videoschloss von Bildwechsel[15]
- 2017: Blumen im Haus ersparen den Psychiater, Blumentherapie, Westwerk, Hamburg[16]
- 2017: Blumentherapie, im Kunstlift, Strese 100, Hamburg[17]
- 2017: Egonia Grande, Foto eines Mixed-Media-Objekts, Jahresendkalender Bildwechsel (online)[18]
- 2018: This is you – this is your busy mind, Women’s Studio Workshop, Rosedale, New York
- 2018: Traumgewebe, Blumentherapie, Blumen im Haus eines spanischen Psychiaters, Kaskadenkondensator Basel
- 2019: Blumen am Rand eines alten Kraters, Atelierhaus Wiesenstraße 29 eG, Berlin
- 2019: Traumgewebe, Installation der Traumleporellos, KunstStückchen, Garlstorf
- 2019: Claude Cahun Outfit, In-visible Realness, PS 120, Berlin[19][20]
- 2019: Traum-Kathedrale, Nachtschwimmen, Kunst-Stückchen in Garlstorf
- 2019: Blumentherapie, Blumen aller Art. Traum-Archen und andere analoge (Lieblings-)Tools, Bo-Ke Kommunikation, Museumsnacht, Lübeck
- 2020: Outfits für die Künstlerinnen-Barbie: Florine Stettheimer, Rosa Bonheur, Lila Wunder, Queeres Kulturhaus E2H, Berlin
- 2020: Following Yaoyi Kusama – Display Box, Dauerleihgabe an das Schwule Museum, Berlin
- 2020: Traumchart, Blumen kommt raus, trefft euch in Basel, Kaskadenkondensator, Basel
- 2021: Neue Outfits für die Künstlerinnen-Barbie: Niki de Saint-Phalle, Tarot-Garten, Hannah Ryggen, Carrie Stettheimer, Sophie Calle, Bildwechsel, Hamburg
- 2022: Kulturwandel: Beinhaar. Fotoserie „Mit Haut und Haar: ein Kunstlabor“, Kulturfunke Lübeck
- 2022: Traumchart, Bildwechsel-Dynamo und Kunst-Stückchen in Garlstorf
- 2024: Kulturwandel: Beinhaar, erweiterte Fassung, Blumen in Haus und Kater, Fabrik Culture, Hegenheim, Elsass

## Werke (Auswahl)

### Objekte und Installationen
- seit 2001: Outfits für die Künstlerinnen-Barbie, Work in progress
- seit 2017: Blumentherapie, Installation in unterschiedlichen Dimensionen und Erscheinungsweisen
- 2017–2019: Traumgewebe, aquarelliertes Traumtagebuch
- 2011: Bel_Air_Babies, in Kooperation mit durbahn, Bildwechsel
- 2022: Textile Adapation des Bildwechsel-Videoschlosses, Bildwechsel-Dynamo, Hamburg

### Mediales und Aktionen
- 2004: Falkenried-Taler, partizipatorisch-aktionistisches Objekt, temporär-lokale Währung
- 2010: Tableaux vivants, Video, 5 min[15]
- 2012: Ostersonntag im Garten, Video, 5.34 min[21]
- 2016: paraconsumalaxia, Video, 1.32 min.[14]
- 2019: Vom Träumen und vom Malen, Video, 17 min.
- 2020: Kartenkleid, Art Off Hamburg Second Sight, Westwerk, Hamburg

## Publikationen
- Do You Feel Like a Great Artist? In: Katy Deepwell (Hrsg.): n.paradoxa. international feminist art journal, Thema: Identity Mechanisms. Band 11, Januar 2003, KT press, London 2003, S. 91–93, (online).
- Falkenried-Taler. In: Ulrike Klug (Hrsg.): KunstAustausch in Eppendorf, Hamburg 2004.